# Littoraria
Pour l'association, voir Litoraria.
Genre
Synonymes
- Littoraria (Bulimilittorina) Reid, 1989
- Littoraria (Lamellilitorina) Tryon, 1887
- Littoraria (Littoraria) Gray, 1833
- Littoraria (Littorinopsis) Mörch, 1876
- Littoraria (Palustorina) Reid, 1986
- Littoraria (Protolittoraria) Reid, 1989[1]

Littoraria est un genre de mollusques gastéropodes de la famille des Littorinidae.

## Liste d'espèces
Selon World Register of Marine Species (28 octobre 2017) :
- Littoraria aberrans (Philippi, 1846)
- Littoraria albicans (Metcalfe, 1852)
- Littoraria angulifera (Lamarck, 1822)
- Littoraria ardouiniana (Heude, 1885)
- Littoraria articulata (Philippi, 1846)
- Littoraria bengalensis Reid, 2001
- Littoraria carinifera (Menke, 1830)
- Littoraria cingulata (Philippi, 1846)
- Littoraria cingulifera (Dunker, 1845)
- Littoraria coccinea (Gmelin, 1791)
- Littoraria conica (Philippi, 1846)
- Littoraria delicatula (Nevill, 1885)
- Littoraria fasciata (Gray, 1839)
- Littoraria filosa (G. B. Sowerby I, 1832)
- Littoraria flammea (Philippi, 1847)
- Littoraria flava (King, 1832)
- Littoraria ianthostoma Stuckey & Reid, 2002
- Littoraria intermedia (Philippi, 1846)
- Littoraria irrorata (Say, 1822)
- Littoraria lutea (Philippi, 1847)
- Littoraria luteola (Quoy & Gaimard, 1833)
- Littoraria mauritiana (Lamarck, 1822)
- Littoraria melanostoma (Gray, 1839)
- Littoraria nebulosa (Lamarck, 1822)
- Littoraria pallescens (Philippi, 1846)
- Littoraria philippiana (Reeve, 1857)
- Littoraria pintado (Wood, 1828)
- Littoraria rosewateri Reid, 1999
- Littoraria scabra (Linnaeus, 1758)
- Littoraria sinensis (Philippi, 1847)
- Littoraria strigata (Philippi, 1846)
- Littoraria subvittata Reid, 1986
- Littoraria sulculosa (Philippi, 1846)
- Littoraria tessellata (Philippi, 1847)
- Littoraria undulata (Gray, 1839)
- Littoraria varia (Sowerby, 1832)
- Littoraria variegata (Souleyet, 1852)
- Littoraria vespacea Reid, 1986
- Littoraria zebra (Donovan, 1825)

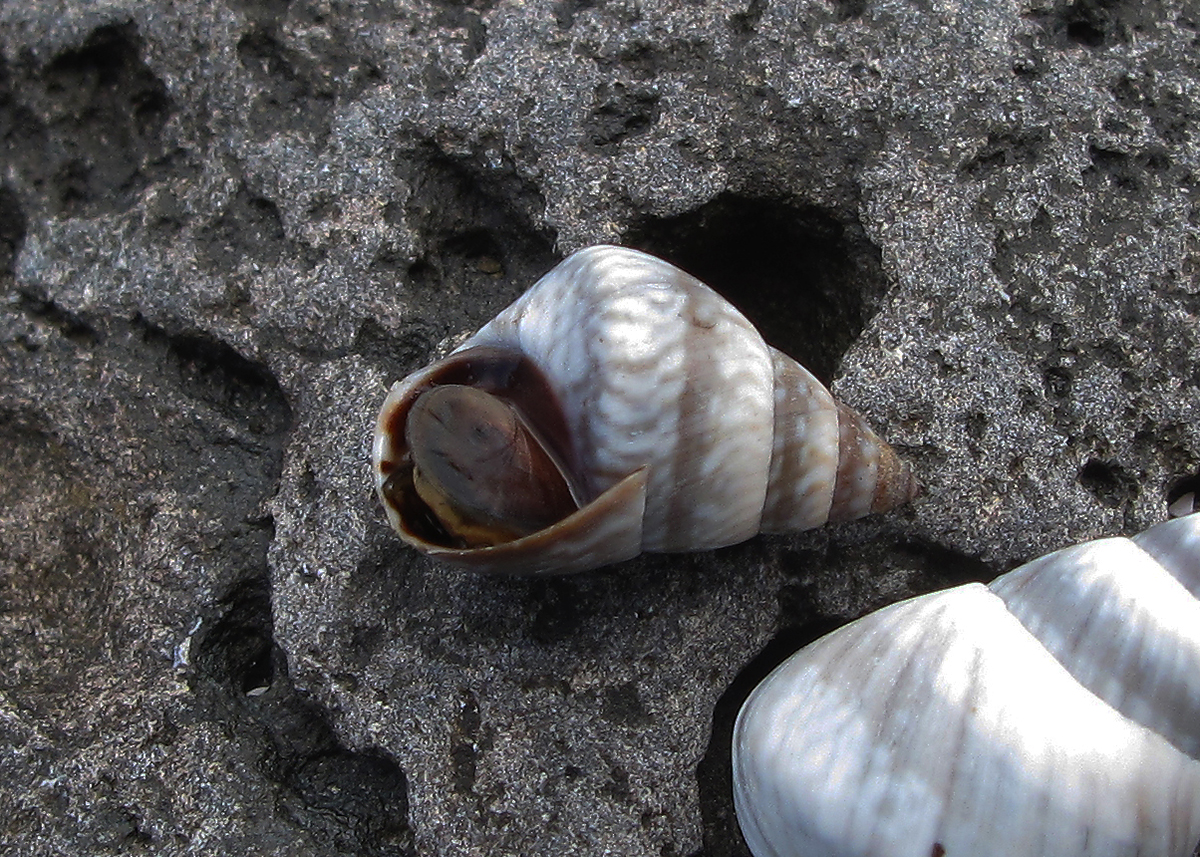
Littoraria mauritiana
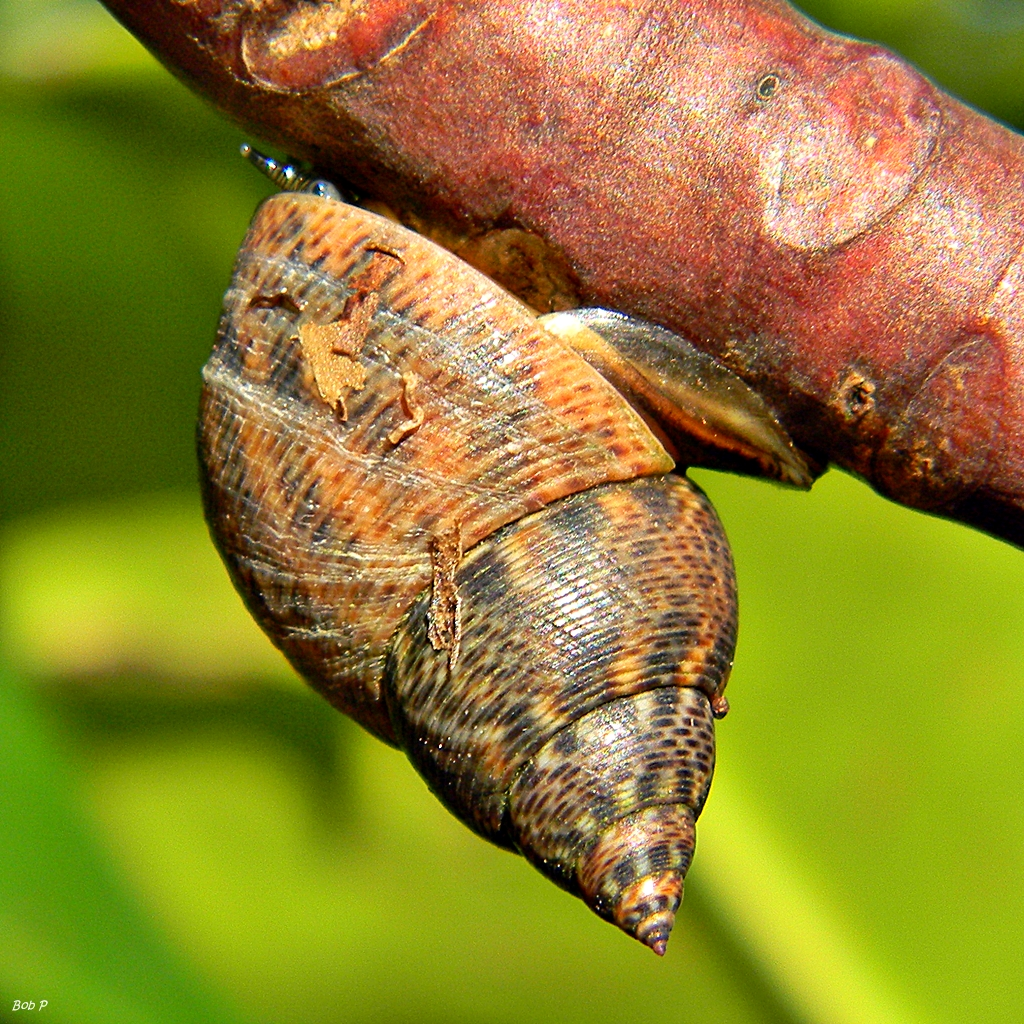
Littorina angulifera
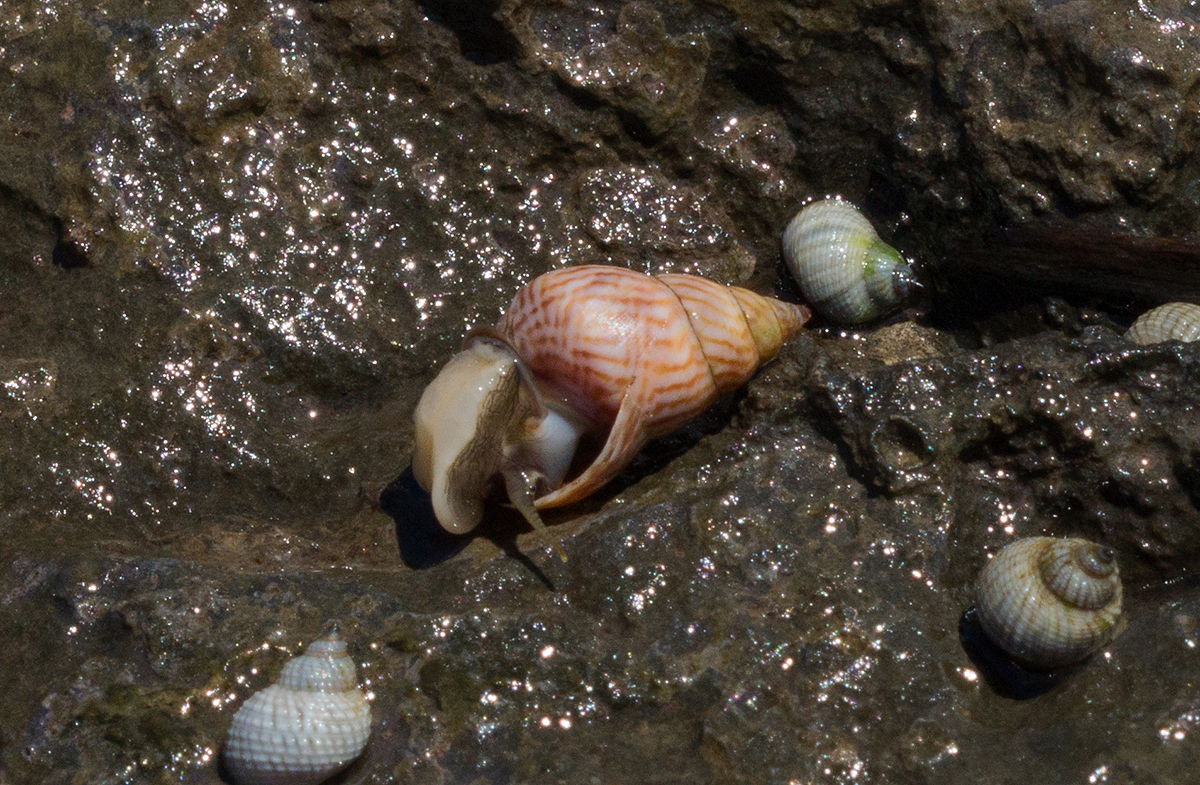
Littoraria coccinea glabrata
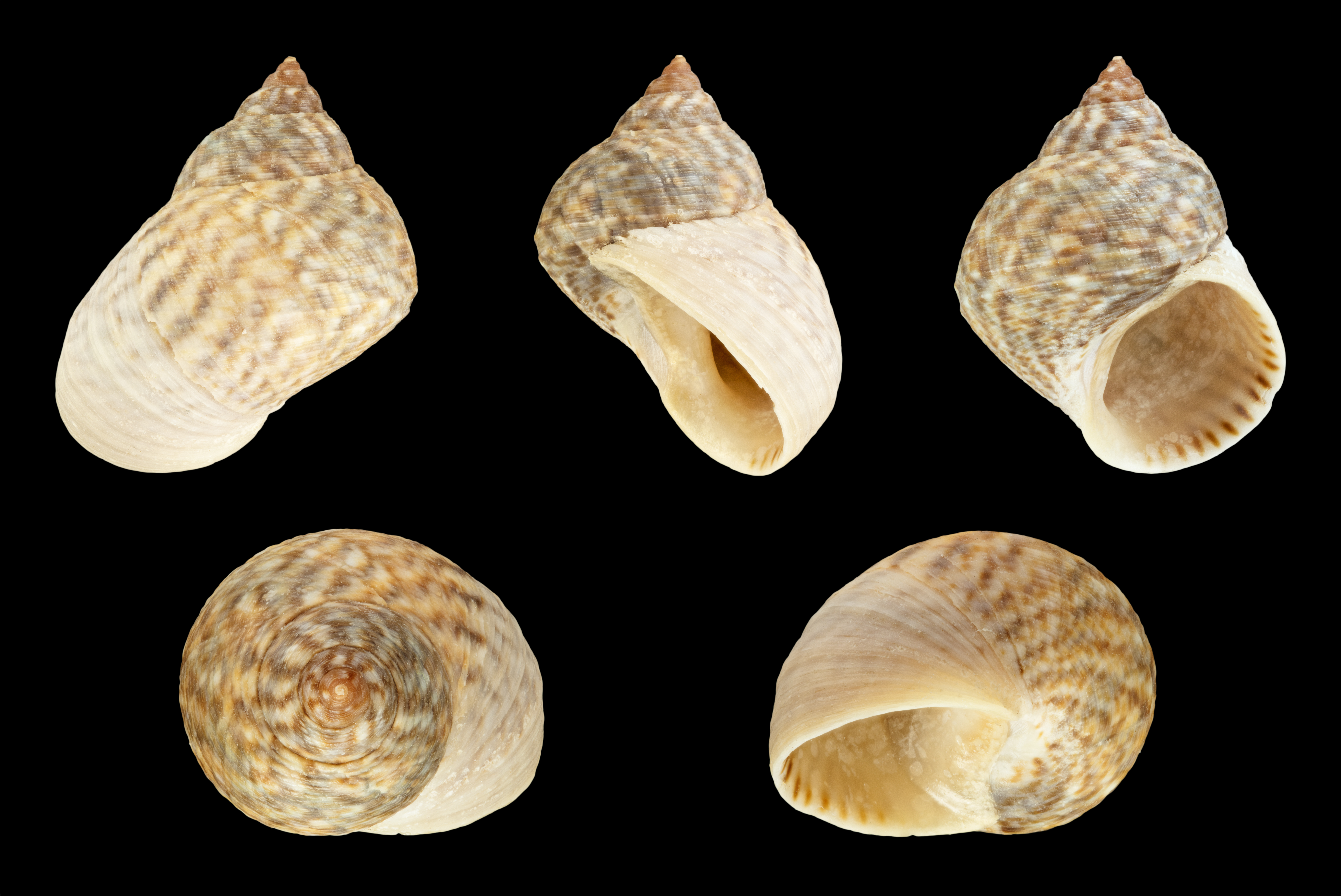
Littoraria fasciata
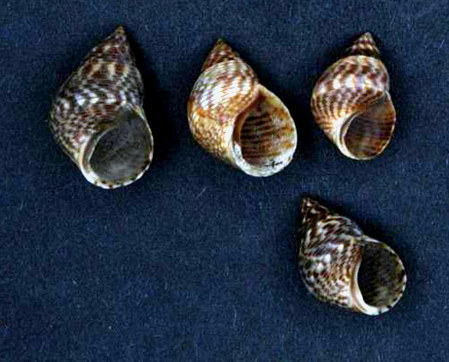
Littoraria intermedia
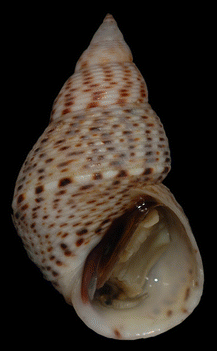
Littoraria lutea
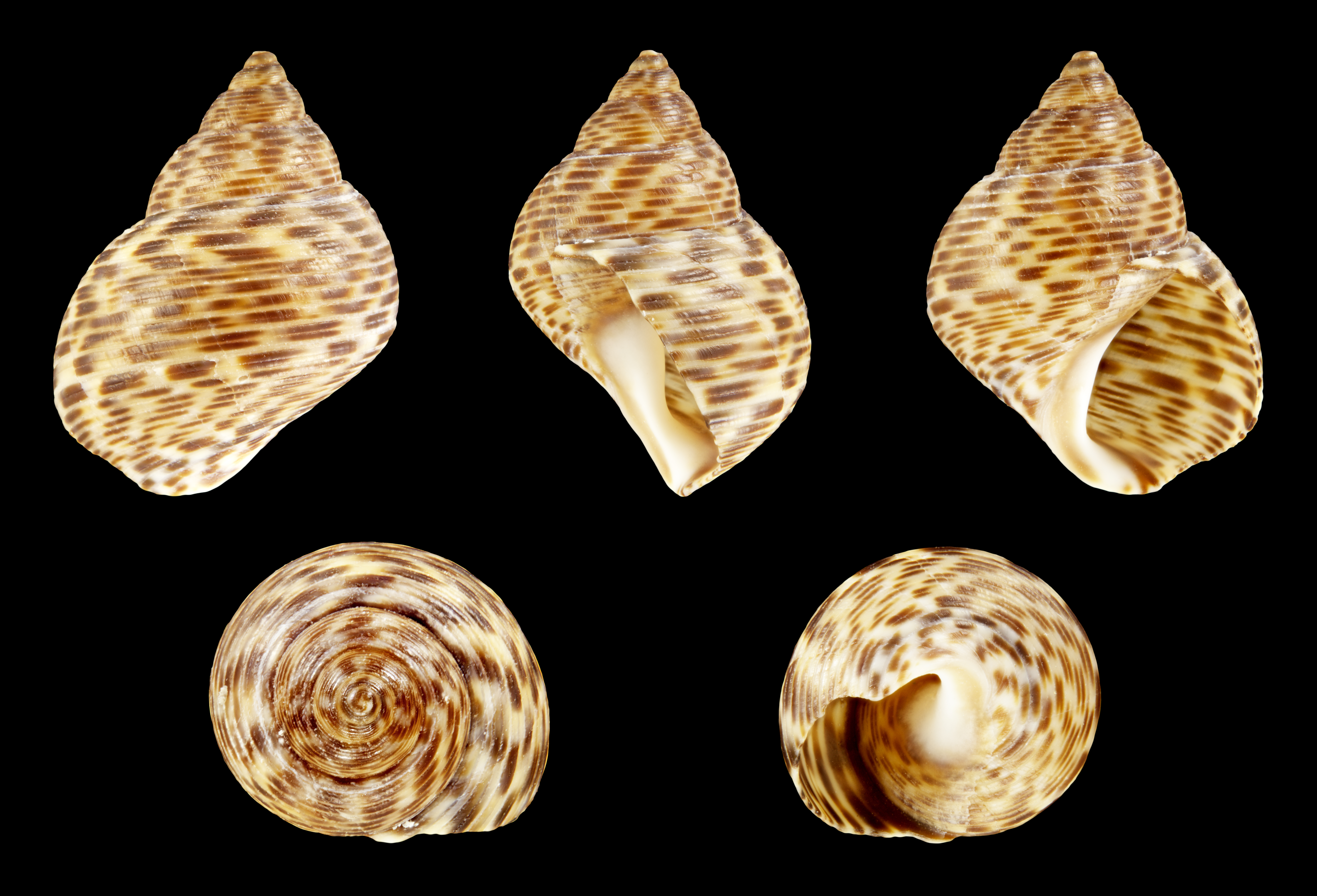
Littoraria pallescens
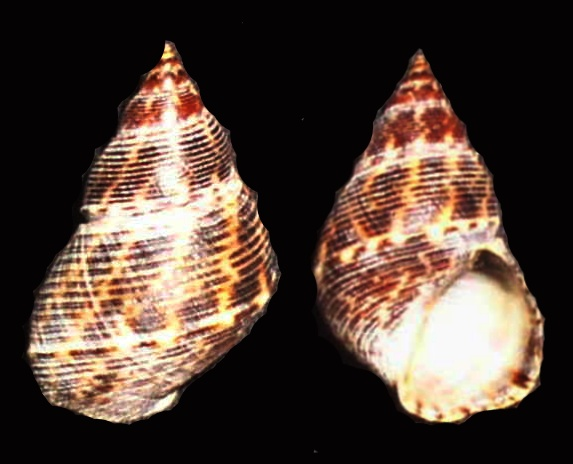
Littoraria scabra